# Orectolobus
Orectolobus là một chi cá mập thảm trong họ Orectolobidae. Chúng được tìm thấy ở vùng biển ôn đới và nhiệt đới nông của phương Tây Thái Bình Dương và đông Ấn Độ Dương, chủ yếu xung quanh Úc và Indonesia, mặc dù một loài (cá mập thảm Nhật Bản,  O. japonicus ) hiện diện xa về phía bắc Nhật Bản.

## Loài
- Orectolobus floridus Last & Chidlow, 2008
- Orectolobus halei Whitley, 1940
- Orectolobus hutchinsi Last, Chidlow & Compagno, 2006
- Orectolobus japonicus Regan, 1906
- Orectolobus leptolineatus Last, Pogonoski & W. T. White, 2010
- Orectolobus maculatus (Bonnaterre, 1788)
- Orectolobus ornatus (De Vis, 1883) (ornate wobbegong)
- Orectolobus parvimaculatus Last & Chidlow, 2008
- Orectolobus reticulatus Last, Pogonoski & W. T. White, 2008
- Orectolobus wardi Whitley, 1939